# Głuszyca
Głuszyca è un comune urbano-rurale polacco del distretto di Wałbrzych, nel voivodato della Bassa Slesia.
Ricopre una superficie di 61,92 km² e nel 2004 contava 9 379 abitanti.